# بورشودبوتا
بورشودبوتا (به مجاری:  Borsodbóta) یک شهرداری در مجارستان است که در ناحیه اوزد واقع شده‌است. بورشودبوتا ۸٫۱۳ کیلومتر مربع مساحت و ۹۴۰ نفر جمعیت دارد.